# The Vehicule Poets
 (septembre 2020).
The Vehicule Poets est un collectif formé à Montréal dans les années 1970 par les poètes Endre Farkas, Artie Gold (en), Tom Konyves (en), Claudia Lapp, John McAuley, Stephen Morrissey et Ken Norris, qui partageaient un intérêt pour la poésie expérimentale américaine et la littérature et l'art d'avant-garde européens. Bien que chacun d'eux soit distinct dans son écriture et publie des livres à titre individuel, ils sont collectivement impliqués dans l'organisation de lectures, d'événements artistiques et dans le contrôle de leurs propres moyens de production littéraire par le développement d'une variété de périodiques et d'entreprises de publication collective. En 1979, la Maker Press de John McAuley a publié une anthologie collective, The Vehicule Poets. Six des poètes originaux de Vehicule sont toujours actifs en tant que poètes, artistes et enseignants. Artie Gold est décédé le jour de la Saint-Valentin, en 2007.
« Les Vehicule Poets se sont liés assez longtemps pour former l'un des mouvements de poésie les plus cohérents au Canada depuis le début des années 1960. Le groupe a été une véritable ruche d'activité, collaborant à la production de certains des spectacles multimédias, des textes de collage, des vidéopoèmes, des magazines littéraires et des livres les plus originaux de Montréal. » (The Montreal Gazette, 3 avril 2004)
« Ce groupe de poètes qui s'est réuni au milieu des années 70 autour de la galerie alternative Vehicule Art Inc. et de l'imprimerie Vehicule Press était initialement intéressé par l'accès aux moyens de production. Mais une chose amusante s'est produite sur le chemin de l'impression. Les différents poètes ont formé un groupe, se nourrissant des expériences et des innovations des uns et des autres. Inspirés par l'environnement expérimental de la galerie, les Vehicule Poets ont travaillé à la pointe de la technique mixte, de la poésie et de l'art vidéo. Ils ont sorti la poésie du placard et l'ont mise dans les bus, dans les parcs, sur la piste de danse et dans le métro. Les Vehicule Poets étaient un groupe irrévérencieux et aventureux, provoquant à la fois les louanges et le vitriol du public et des critiques. » (Introduction aux Vehicule Days: An Unorthodox History of Montreal's Vehicule Poets par Ken Norris)
« Que cette collection de personnes essentielles soit (alors) un ensemble ou un sous-ensemble qui semble s'épuiser avec les sept est probablement une affirmation que je dois avouer, comme le titre, est un peu plus commode que vrai... néanmoins, dans ces sept écrivains et leurs œuvres, un monde commence à émerger qui pourrait mériter un regard séparé. Nous ne nous présentons donc pas comme un seul, mais IL ÉTAIT UNE FOIS. » (Introduction à The Vehicule Poets, Artie Gold)
« Les sept poètes semblent vouloir prouver la véracité de l'observation de Louis Dudek selon laquelle c'est le destin de Montréal de montrer de temps en temps au pays ce qu'est la poésie. » (John Robert Colombo (en), Globe and Mail)
« ... dans l'histoire de la poésie anglophone récente à Montréal, le groupe Vehicule, Ken Norris, Stephen Morrissey, Tom Konyves, Claudia Lapp, Artie Gold, John McAuley et Endre Farkas, a offert un chapitre radical très bienvenu. » (Introduction à The Vehicule Poets Now, George Bowering)

## Publications
- The Vehicule Poets, Maker Press (1979)
- Vehicule Days: An Unorthodox History of Montreal’s Vehicule Poets, Nuage Editions (1993)
- The Vehicule Poets Now, The Muses Company (2004)